# Constantino Zafirópulos
Constantino Alejandro Zafirópulos Bossy (Antofagasta, 24 de febrero de 1953) es un empresario, relacionador público, y político chileno. Entre 2014 y 2016 se desempeñó como Consejero Regional por Antofagasta.

## Biografía
Realizó sus estudios primarios en los colegios San José, y San Luis de Antofagasta. De profesión Relacionador Público.
Obtuvo un diplomado en Desarrollo Regional y Políticas Públicas en la Universidad Tecnológica Metropolitana. También en Gobernabilidad y Políticas Públicas. Además realizó varios cursos vinculados a las relaciones internacionales. 
Dentro de su trayectoria laboral, fue consejero de libre elección de la Cámara Nacional de Comercio y representante internacional en el Comité Internacional de la Cámara Nacional de Comercio. En 2009 asumió como director de la Corporación Municipal de Desarrollo de Antofagasta. Además fue presidente del Grupo Empresario Interregional del Centro Oeste Sudamericano (Geicos).
En el ámbito político, se presentó como candidato a diputado por el distrito 4 en las elecciones parlamentarias de 1997, en representación de Renovación Nacional. Obtuvo 11.130 votos (equivalentes al 11,07%), no resultado electo. En el año 2000 fue elegido concejal por Antofagasta, período 2000-2004. En medio del debate para decidir al candidato de la Alianza a la alcaldía de la ciudad para las municipales de 2004, renunció a su colectividad tras 14 años de militancia. Aun así, logró finalmente obtener la nominación. En la contienda electoral, quedó tercero con el 14,56% de los votos, resultando ganador el independiente Daniel Adaro.	
Pese a su derrota, poco después Renovación Nacional lo nominó como candidato al Consejo Regional de Antofagasta. A comienzos de 2005 fue elegido por los concejales de la provincia de Antofagasta como CORE para el período 2005-2009. En el consejo se desempeñó como presidente de la Comisión de Sustentabilidad y Relaciones Internacionales. Poco después se reintegró a Renovación Nacional, donde alcanzó la presidencia Regional en 2007. Su mandato se vio extendido por ocho meses, hasta octubre de 2009, a raíz de la anulación de la elección de concejales de la comuna de Sierra Gorda en 2008.
En 2012 el presidente Sebastián Piñera lo designó como Gobernador de la provincia de Antofagasta en reemplazo de Pablo Toloza, quién había asumido la intendencia regional. Desde el 15 de octubre de 2010 hasta su designación como gobernador cumplió funciones como jefe de la Unidad Regional de Asuntos Internacionales (URAI) del Gobierno Regional de Antofagasta. Dejó el cargo en 2013 para lanzar su candidatura por RN a Consejero Regional por la provincia de Antofagasta en las primeras elecciones directas de Cores de ese año. Resultó elegido con la primera mayoría provincial, para el periodo 2014-2018.
En marzo de 2014, renunció a Renovación Nacional para integrar el movimiento de derecha liberal Amplitud, liderado por Lily Pérez y al que también su unió el exsenador Carlos Cantero.
En noviembre de 2016 presentó su renuncia al Consejo Regional para poder competir en las elecciones parlamentarias de 2017, siendo designado en su reemplazo Salvador Torres Reyes (RN).

## Historial electoral

### Elecciones parlamentarias de 1997
Elecciones de Diputados por el Distrito 4, (Antofagasta, Mejillones, Sierra Gorda y Taltal)
| Candidato                     | Pacto                          | Partido | Votos  | %      | Resultado |
| ----------------------------- | ------------------------------ | ------- | ------ | ------ | --------- |
| Felipe Valenzuela Herrera     | Concertación por la Democracia | PS      | 31.556 | 31,40% | Diputado  |
| Rubén Gajardo Chacón          | Concertación por la Democracia | DC      | 27.348 | 27,21% |           |
| Manuel Rojas Molina           | Unión por Chile                | UDI     | 21.412 | 21,30% | Diputado  |
| Constantino Zafiropulos Bossy | Unión por Chile                | RN      | 11.130 | 11,07% |           |
| Elivia Silva Iriarte          | La Izquierda                   | PCCh    | 6.032  | 6,00%  |           |
| Pedro Zlatar Becerra          | Partido Humanista              | PH      | 2.157  | 2,15%  |           |
| Mario Agüero Palacios         | La Izquierda                   | ILD     | 872    | 0,87%  |           |

### Elecciones municipales de 2000
- Elecciones municipales de 2000, Antofagasta.[16]

| Candidato                     | Pacto                                      | Partido | Votos  | %      | Resultado |
| ----------------------------- | ------------------------------------------ | ------- | ------ | ------ | --------- |
| Pedro Araya Ortiz             | Concertación de Partidos por la Democracia | PDC     | 35.194 | 36,32% | Alcalde   |
| Daniel Adaro Silva            | Concertación de Partidos por la Democracia | PDC     | 15.245 | 15,73% | Concejal  |
| Constantino Zafiropulos Bossy | Alianza por Chile                          | RN      | 10.287 | 10,62% | Concejal  |
| Marcos Simunovic Petricio     | Concertación de Partidos por la Democracia | PPD     | 10.089 | 10,41% | Concejal  |
| Felix Hernan Acori Gómez      | Alianza por Chile                          | ILC     | 5.163  | 5,33%  | Concejal  |
| Nelson Flores Rivera          | Alianza por Chile                          | ILC     | 3.299  | 3,40%  |           |
| Guillermo Muñoz Cruz          | Concertación de Partidos por la Democracia | PS      | 3.291  | 3,40%  | Concejal  |
| Marisol González Aguilar      | Alianza por Chile                          | ILC     | 2.648  | 2,73%  |           |
| Nibaldo Mardones Segura       | Concertación de Partidos por la Democracia | PRSD    | 2.527  | 2,61%  |           |
| Elivia Silva Iriarte          | La Izquierda                               | PCCh    | 1.851  | 1,91%  |           |
| Hugo Saavedra Escobar         | Concertación de Partidos por la Democracia | PS      | 1.609  | 1,66%  |           |
| Robert Sepulveda Castillo     | Concertación de Partidos por la Democracia | PPD     | 1.168  | 1,21%  | Concejal  |
| Alejandro Proestakis Poblete  | Alianza por Chile                          | ILC     | 884    | 0,91%  |           |
| Adela Pantoja Lizama          | Alianza por Chile                          | UDI     | 868    | 0,90%  |           |
| Dragomir Goic Cortes          | Alianza por Chile                          | ILC     | 819    | 0,85%  |           |
| Dario Krstulovic Tejeda       | Alianza por Chile                          | UDI     | 714    | 0,74%  |           |
| Pedro Zlatar Becerra          | La Izquierda                               | ILB     | 598    | 0,62%  |           |
| Juan Carlos Caiceo Ríos       | Concertación de Partidos por la Democracia | PDC     | 420    | 0,43%  | Concejal  |
| Jorge Albarracin Herrera      | Centro Centro                              | UCC     | 213    | 0,22%  |           |

### Elecciones municipales de 2004
- Elecciones municipales de 2004, Antofagasta[17]

| Candidato                     | Pacto                           | Partido | Votos  | %      | Resultado |
| ----------------------------- | ------------------------------- | ------- | ------ | ------ | --------- |
| Oscar González Mena           | Juntos Podemos                  | ILA     | 2.057  | 2,13%  |           |
| Constantino Zafiropulos Bossy | Alianza por Chile               | ILB     | 14.036 | 14,56% |           |
| Jaime Araya Guerrero          | Concertación por la Democracia  | PDC     | 23.351 | 24,23% |           |
| Daniel Adaro Silva            | Independientes (Fuera De Pacto) | IND     | 56.946 | 59,08% | Alcalde   |

### Elecciones de consejeros regionales de 2013
| Candidato                     | Pacto                       | Partido | Votos  | %     | Resultado |
| ----------------------------- | --------------------------- | ------- | ------ | ----- | --------- |
| Constantino Zafirópulos Bossy | Alianza                     | RN      | 13.290 | 13,89 | Consejero |
| Gonzalo Dantagnan Vergara     | Nueva Mayoría para Chile    | DC      | 7.041  | 7,36  | Consejero |
| Luis Caprioglio Rabello       | Nueva Mayoría para Chile    | PS      | 5.484  | 5,73  | Consejero |
| Dagoberto Tillería Velásquez  | Alianza                     | UDI     | 4.420  | 4,62  |           |
| Pablo Iriarte Ramírez         | Nueva Mayoría por Chile     | PCCh    | 4.260  | 4,45  | Consejero |
| Silvia Soto Ovies             | Nueva Mayoría para Chile    | DC      | 4.254  | 4,45  | Consejera |
| Mario Acuña Villalobos        | Nueva Mayoría por Chile     | PPD     | 4.244  | 4,44  | Consejero |
| Johana Torres Olea            | Nueva Mayoría por Chile     | PRSD    | 3.337  | 3,49  |           |
| Pablo Carrizo Orellana        | Si tú quieres, Chile cambia | PRO     | 3.025  | 3,16  |           |
| Guillermo Hidalgo Ocampo      | Nueva Mayoría para Chile    | PS      | 2.919  | 3,05  |           |
| Sergio Carvajal Salas         | Nueva Mayoría por Chile     | IND     | 2.861  | 2,99  |           |
| Guibaldo Ormazabal Arancibia  | PRI Movimiento Regionalista | IND     | 2.700  | 2,82  | Consejero |
| Alberto Rivera Olmedo         | Nueva Mayoría por Chile     | PPD     | 2.586  | 2,71  |           |
| Johanna Núñez Guerrero        | Nueva Mayoría para Chile    | PS      | 2.552  | 2,67  |           |
| Claudia Ardiles Tagle         | Nueva Mayoría para Chile    | PS      | 2.404  | 2,51  |           |
| Diana Moreno Pastenes         | Todos a La Moneda           | PH      | 2.400  | 2,51  |           |
| Marcos Madrigal Videla        | Alianza                     | RN      | 2.356  | 2,46  | Consejero |
| Carlos Casareggio Martin      | Alianza                     | UDI     | 2.231  | 2,33  |           |
| Héctor Gómez Salazar          | Nueva Mayoría para Chile    | DC      | 2.196  | 2,30  |           |
| Sergio Vega Venegas           | PRI Movimiento Regionalista | IND     | 2.030  | 2,12  |           |
| Felipe Arredondo Andrade      | Nueva Mayoría por Chile     | PPD     | 1.694  | 1,77  |           |
| Héctor Poblete Gómez          | Si tú quieres, Chile cambia | IND     | 1.569  | 1,64  |           |
| Gisella Avaria Flores         | Si tú quieres, Chile cambia | IND     | 1.523  | 1,59  |           |
| Yolanda Tabilo Narbona        | Nueva Mayoría para Chile    | DC      | 1.491  | 1,56  |           |
| Salvador Torres Reyes         | Alianza                     | RN      | 1.480  | 1,55  |           |
| Oscar Marín Meléndez          | PRI Movimiento Regionalista | PRI     | 1.382  | 1,45  |           |
| Patricio Herrera Zapata       | Alianza                     | UDI     | 1.350  | 1,41  |           |
| Rodrigo Torres Lazo           | Todos a La Moneda           | PH      | 1.321  | 1,38  |           |
| Daniza Urrutia Mena           | Si tú quieres, Chile cambia | IND     | 1.178  | 1,23  |           |
| Sergio Lazcano Barraza        | Todos a La Moneda           | PH      | 991    | 1,04  |           |
| Aldo Morales Ardiles          | PRI Movimiento Regionalista | IND     | 975    | 1,02  |           |
| Carlos Valdés Pérez           | Si tú quieres, Chile cambia | IND     | 786    | 0,83  |           |
| Milenko Mallea Chiang         | PRI Movimiento Regionalista | PRI     | 738    | 0,77  |           |
| Roberto Espinosa Fabres       | PRI Movimiento Regionalista | IND     | 642    | 0,67  |           |
| José Luis Araneda Pastén      | Nueva Mayoría por Chile     | PRSD    | 597    | 0,62  |           |
| Ronel Morales Cáceres         | PRI Movimiento Regionalista | IND     | 511    | 0,53  |           |
| Michael Rosas Pimentel        | Si tú quieres, Chile cambia | PRO     | 509    | 0,53  |           |
| Wismark Iratchet Durán        | Alianza                     | RN      | 331    | 0,35  |           |

### Elecciones parlamentarias de 2017
- Elecciones parlamentarias de 2017 a Diputado por el distrito 3 (Antofagasta, Calama, María Elena, Mejillones, Ollagüe, San Pedro de Atacama, Sierra Gorda, Taltal y Tocopilla)[18]

| Candidato                     | Pacto                        | Partido | Votos  | %    | Resultados |
| ----------------------------- | ---------------------------- | ------- | ------ | ---- | ---------- |
| Paulina Núñez Urrutia         | Chile Vamos                  | RN      | 37 764 | 23.3 | Diputada   |
| Marcela Hernando Pérez        | La Fuerza de la Mayoría      | PRSD    | 14 823 | 9.1  | Diputada   |
| Esteban Velásquez Núñez       | Coalición Regionalista Verde | FRVS    | 10 063 | 6.2  | Diputado   |
| Jaime Araya Guerrero          | La Fuerza de la Mayoría      | IND-PPD | 8984   | 5.5  |            |
| Marcos Espinosa Monardes      | La Fuerza de la Mayoría      | PRSD    | 6595   | 4.1  |            |
| Catalina Pérez Salinas        | Frente Amplio                | RD      | 6098   | 3.8  | Diputada   |
| Fernando San Román Bascuñán   | Frente Amplio                | PH      | 5732   | 3.5  |            |
| Luis Caprioglio Rabello       | La Fuerza de la Mayoría      | PS      | 5666   | 3.5  |            |
| Antonino Parisi Fernández     | Coalición Regionalista Verde | DRP     | 5511   | 3.4  |            |
| José Miguel Castro Bascuñán   | Chile Vamos                  | RN      | 5181   | 3.2  | Diputado   |
| Daniel Adaro Silva            | Coalición Regionalista Verde | FRVS    | 5.237  | 3,2  |            |
| Valentín Volta Valencia       | Convergencia Democrática     | PDC     | 4.769  | 2,9  |            |
| Pablo Herrera Monardes        | Frente Amplio                | RD      | 3.618  | 2,2  |            |
| Pablo Toloza Fernández        | Chile Vamos                  | UDI     | 3.525  | 2,2  |            |
| Constantino Zafirópulos Bossy | Sumemos                      | AMPL    | 3.463  | 2,1  |            |